# Coupe universitaire d'improvisation

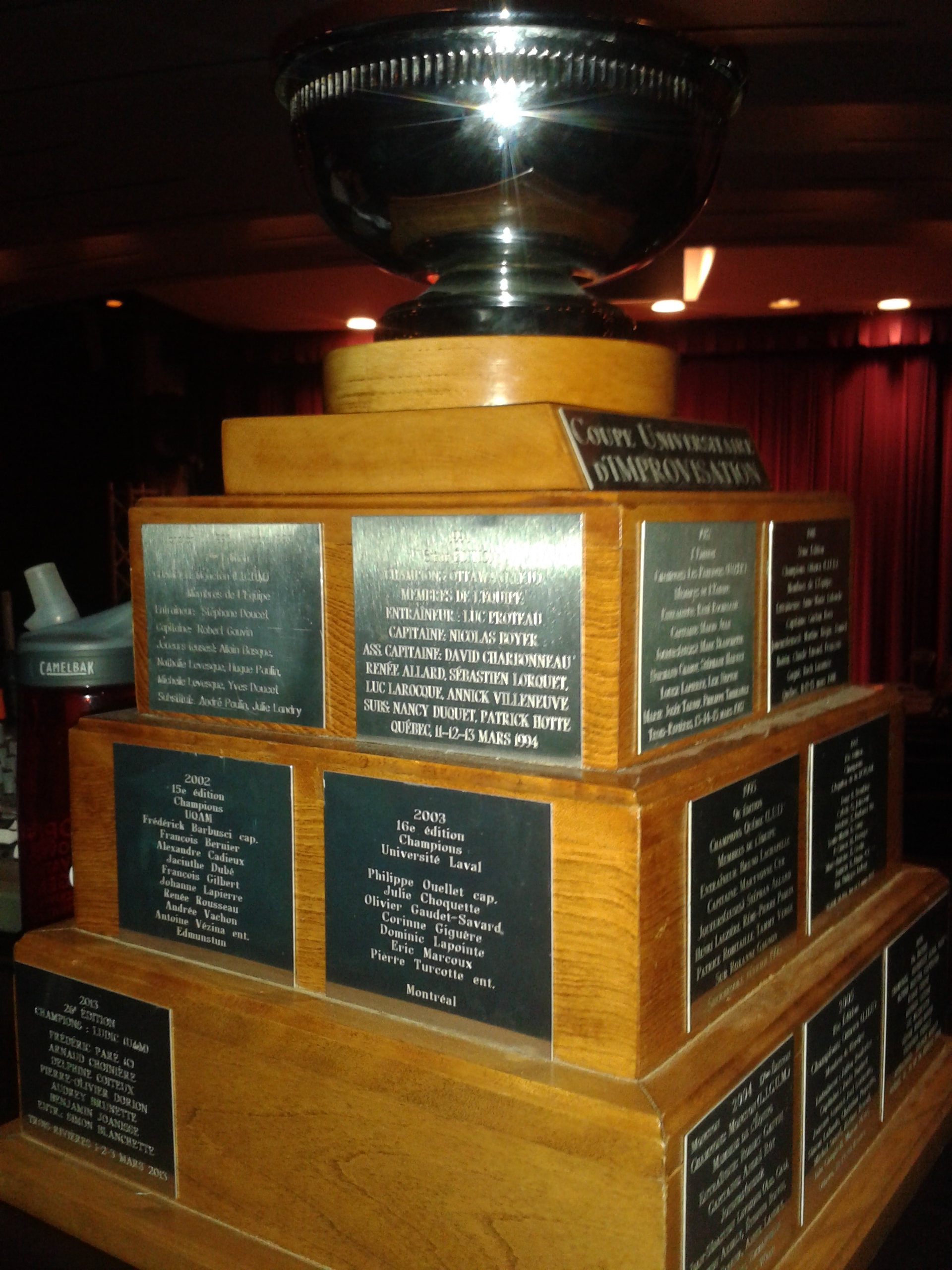
Trophée de la Coupe universitaire d'improvisation en 2014.

La Coupe universitaire d'improvisation (CUI) est un tournoi annuel d'improvisation regroupant des équipes provenant de plusieurs universités canadiennes francophones.

## Présentation
La première édition de la CUI fut présentée en 1987 à Trois-Rivières, et est organisée par une université participante différente d'une année à l'autre. Habituellement, la CUI se déroule en une fin de semaine pendant la relâche des études (fin février - début mars).
Les équipes sont formées de jeunes hommes et jeunes femmes qui fréquentent un établissement d'étude universitaire. Ces équipes représentent la ligue d'improvisation de leur université et sont en quête du titre de champions de la CUI et du trophée portant le même nom.
Il s'agit du plus important tournoi universitaire francophone d'improvisation du Canada,,, qualifié de « prestigieux » par certains auteurs.
La LUI de l'Université Laval détient le record de victoires, soit de 10 trophées de la CUI, suivi par la LIEU d'Ottawa (8 victoires) et la LicUQAM (8 victoires).

## Éditions
| CUI | Année | Dates       | Ville (Université)                   | Équipe Championne                                        |
| --- | ----- | ----------- | ------------------------------------ | -------------------------------------------------------- |
| 1   | 1987  | 03/13-03/15 | Trois-Rivières, Qc (UQTR)(1)         | Patriotes de l'Université du Québec à Trois-Rivières (1) |
| 2   | 1988  | 03/11-03/13 | Québec, Qc (UL)(1)                   | LIEU de l'Université d'Ottawa (1)                        |
| 3   | 1989  | 03/10-03/12 | Ottawa, Ont. (U d'O)(1)              | LIEU de l'Université d'Ottawa (2)                        |
| 4   | 1990  | 03/02-03/04 | Montréal, Qc (UQAM)(1)               | LICUM de l'Université de Moncton (1)                     |
| 5   | 1991  | 03/01-03/03 | Edmundston, N.-B. (CUSLM)(1)         | LIEU de l'Université d'Ottawa (3)                        |
| 6   | 1992  | 03/06-03/08 | Ottawa, Ont. (U d'O)(2)              | LIEU de l'Université d'Ottawa (4)                        |
| 7   | 1993  | 03/?        | Moncton, N.-B. (U de M)(1)           | LICUM de l'Université de Moncton (2)                     |
| 8   | 1994  | 03/11-03/13 | Québec, Qc (UL)(2)                   | LIEU de l'Université d'Ottawa (5)                        |
| 9   | 1995  | 03/03-03/05 | Sherbrooke, Qc (UdeS)(1)             | LUI de l'Université Laval (1)                            |
| 10  | 1997  | 02/28-03/02 | Montréal, Qc (UQAM)(2)               | LicUQAM de l'Université du Québec à Montréal (1)         |
| 11  | 1998  | 02/20-02/22 | Saint-Boniface, Man. (USB)(1)        | LicUQAM de l'Université du Québec à Montréal (2)         |
| 12  | 1999  | 02/12-02/14 | Ottawa, Ont. (U d'O)(3)              | LIEU de l'Université d'Ottawa (6)                        |
| 13  | 2000  | 03/03-03/05 | Québec, Qc (UL)(3)                   | LUI de l'Université Laval (2)                            |
| 14  | 2001  | 03/09-03/11 | Sherbrooke, Qc (UdeS)(2)             | LicUQAM de l'Université du Québec à Montréal (3)         |
| 15  | 2002  | 03/01-03/03 | Edmundston, N.-B. (UMCE)(2)          | LicUQAM de l'Université du Québec à Montréal (4)         |
| 16  | 2003  | 03/07-03/09 | Montréal, Qc (UdeM-Polytechnique)(1) | LUI de l'Université Laval (3)                            |
| 17  | 2004  | 02/20-02/22 | Moncton, N.-B. (UMCM)(2)             | LICUM de l'Université de Moncton (3)                     |
| 18  | 2005  | 02/18-02/20 | Ottawa, Ont. (U d'O)(4)              | LIEU de l'Université d'Ottawa (7)                        |
| 19  | 2006  | 02/17-02/19 | Québec, Qc (UL)(4)                   | LUI de l'Université Laval (4)                            |
| 20  | 2007  | 02/16-02/18 | Trois-Rivières, Qc (UQTR)(2)         | LicUQAM de l'Université du Québec à Montréal (5)         |
| 21  | 2008  | 02/29-03/02 | Rimouski, Qc (UQAR, CR)(1)           | KOCUS de l'Université de Sherbrooke (1)                  |
| 22  | 2009  | 03/06-03/08 | Montréal, Qc (ÉTS)(1)                | LUDIC de l'Université de Montréal (1)                    |
| 23  | 2010  | 02/19-02/21 | Moncton, N.-B. (UMCM)(3)             | LicUQAM de l'Université du Québec à Montréal (6)         |
| 24  | 2011  | 03/11-03/13 | Sherbrooke, Qc (UdeS)(3)             | LIEU de l'Université d'Ottawa (8)                        |
| 25  | 2012  | 03/09-03/11 | Ottawa, Ont. (U d'O)(5)              | LicUQAM de l'Université du Québec à Montréal (7)         |
| 26  | 2013  | 03/01-03/03 | Trois-Rivières, Qc (UQTR)(3)         | LUDIC de l'Université de Montréal (2)                    |
| 27  | 2014  | 02/28-03/02 | Montréal, Qc (Poly)(2)               | LUI de l'Université Laval (5)                            |
| 28  | 2015  | 03/20-03/22 | Montréal, Qc (ÉTS)(2)                | LUI de l'Université Laval (6)                            |
| 29  | 2016  | 03/18-03/20 | Montréal, Qc (UQAM)(3)               | LUI de l'Université Laval (7)                            |
| 30  | 2017  | 03/24-03/26 | Moncton, N.-B. (UMCM)(4)             | LUI de l'Université Laval (8)                            |
| 31  | 2018  | 03/16-03/18 | Rimouski, Qc (UQAR, CR)(2)           | LUDIC, de l'Université de Montréal (3)                   |
| 32  | 2019  | 03/01-03/03 | Lévis, Qc (UQAR, CL),(1)             | LUI de l'Université Laval (9)                            |
| 33  | 2020  | 03/06-03/08 | Trois-Rivières, Qc (UQTR)(4)         | ENH de l'École Nationale de l'Humour (1)                 |
| 34  | 2023  | 03/03-03/05 | Moncton, N.-B. (UMCM)(5)             | LUI de l'Université Laval (10)                           |
| 35  | 2024  | 03/22-03/24 | Montréal, Qc (ÉTS)(3)                | LicUQAM de l'Université du Québec à Montréal (8)         |
| 36  | 2025  | 01/10-01/12 | Québec, QC (UL) (5)                  | LUI de l’Université Laval (11)                           |

*Il n'y a pas eu de CUI en 2021 et en 2022 en raison de la pandémie de la COVID-19